# Bill Cowley
William Mailes „Bill“ Cowley (* 12. Juni 1912 in Bristol, Québec; † 31. Dezember 1993) war ein professioneller, kanadischer Eishockeyspieler, der von 1934 bis 1947 für die St. Louis Eagles und die Boston Bruins in der National Hockey League spielte.

## Karriere
Als Junior mit den Ottawa Primrose erreichte er die Finals um den Memorial Cup, wo das Team jedoch unterlag.
Sein NHL-Debüt gab er bei den St. Louis Eagles, die ein Jahr zuvor aus Ottawa gekommen waren. Er ist der einzige Hall of Famer der dort seine NHL-Karriere begann. Nach einem Jahr in St. Louis wurde das Team aufgelöst und Bill wechselte zu den Boston Bruins. Als Center der „Three Gun Line“ mit Roy Conacher und Eddie Wiseman gewann er 1939 und 1941 den Stanley Cup. Er war der klassische Vorbereiter, was zweimal zum Gewinn der Hart Memorial Trophy führte. In der Saison 1943/44 brachte er es auf den damaligen Rekord von 71 Punkten in 36 Spielen. Gegen Ende seiner Karriere überholte er Syd Howe, der bis dahin die meisten Punkte in der NHL erreicht hatte. Sein Rekord hielt fünf Jahre, bevor er von Elmer Lach überholt wurde. Nach Ende der Saison 1946/47 beendete er seine Laufbahn in der NHL.
1968 wurde er mit der Aufnahme in die Hockey Hall of Fame geehrt.

## Sportliche Erfolge
- Stanley Cup: 1939 und 1941

### Persönliche Auszeichnungen
- First All-Star Team: 1938, 1941, 1943 und 1944
- Second All-Star Team: 1945
- NHL-Topscorer: 1941 (später wurde hierfür die Art Ross Trophy vergeben)
- Hart Memorial Trophy: 1941 und 1943